# Comics

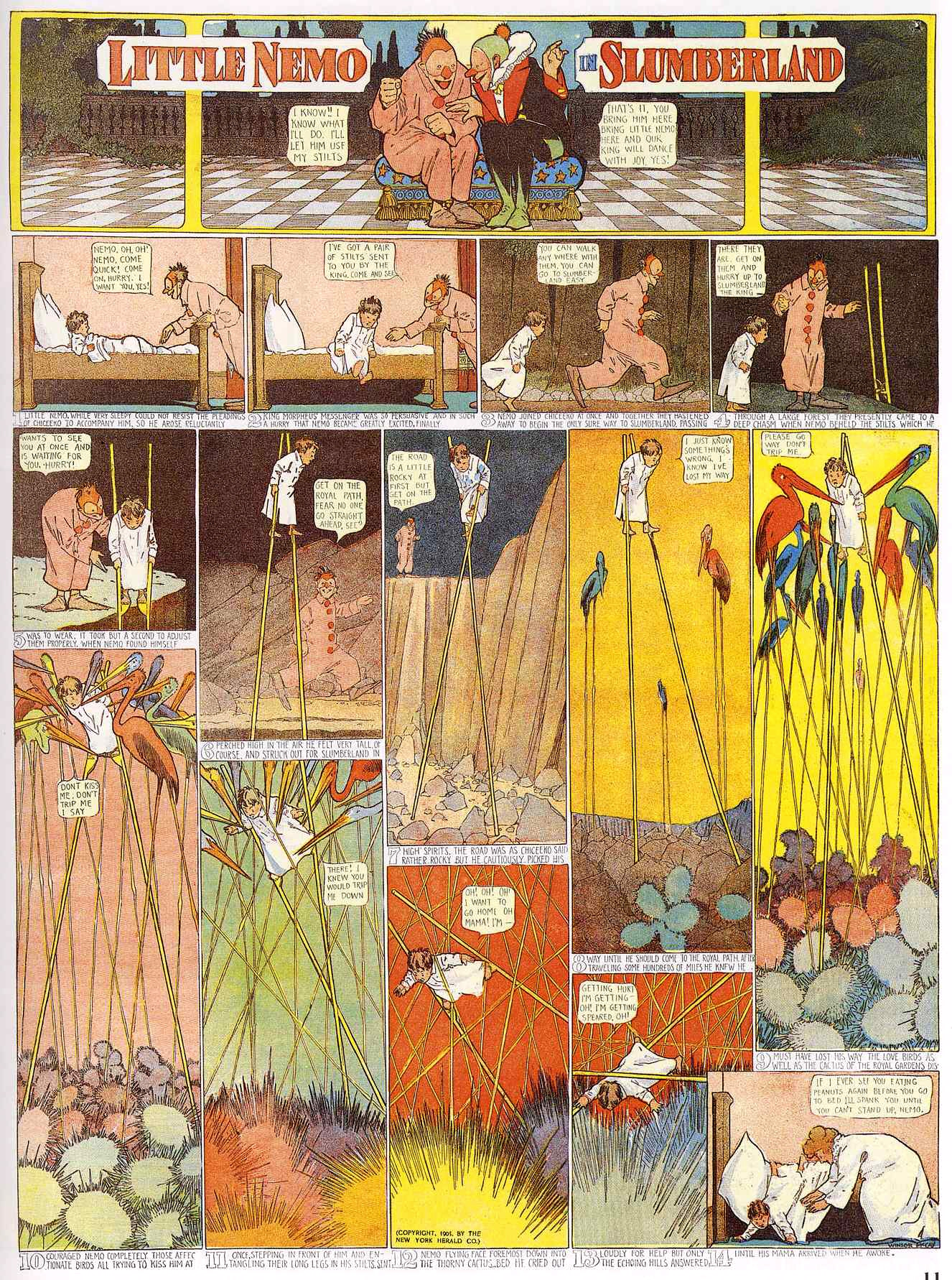
Uma das primeiras páginas de Little Nemo.

Comics é uma expressão de origem inglesa que pode ser traduzida como "cómicos" e que designa as bandas desenhadas (histórias em quadrinhos) produzidas nos Estados Unidos.
Isto explica-se pelo facto de que, originalmente, naquele país os "comics" traziam apenas comédia nos seus enredos. Entretanto, hoje em dia eles tratam de géneros variados como ação e romance. A palavra é usada nos Estados Unidos para descrever qualquer história em quadradinhos, mas em países lusófonos é mais usada quando se refere a histórias norte-americanas e seu estilo característico de desenho. Comics geralmente são coloridos e ricos em detalhes.
Entre as editoras mais conhecidas estão a Marvel Comics e a DC Comics.
Uma das formas de publicação dos comics são os comic book (conhecidos no Brasil como "gibis" ou "revistas de histórias em quadrinhos"), geralmente pequenas revistas que desde 1975 tiveram seu formato padronizado no tamanho 17 x 26 cm (chamados no Brasil de "formato americano" pois as dimensões das revistas mais populares nesse país eram menores, devido a isso chamadas de "formatinho"). No passado as revistas tinham dimensões maiores. Um comic book equivale a meio tablóide.
Os "comic book" ou revistas em quadrinhos começaram a circular por volta de 1934, com os Estados Unidos liderando as publicações. Outros países em que essas revistas alcançaram grande número de leitores foram o Reino Unido (durante o período entre-guerras e até os anos de 1970) e o Japão (onde são conhecidos popularmente como mangás).
No Brasil, os quadrinhos americanos obtiveram grande aceitação durante décadas, angariando grande número de leitores e influenciando os artistas do gênero no país.
As vendas das revistas em quadrinhos começaram a declinar nos Estados Unidos após o término da II Guerra Mundial, sofrendo a competição da televisão e a massificação da literatura popular. Nos anos de 1960s, o público dos "comic books" se expandiu com a adesão dos universitários que estavam interessados no naturalismo representado pelos "super-heróis no mundo real", onda lançada por Stan Lee da Marvel Comics. Outro fenômeno popular dessa década foram os quadrinhos underground.

## História

### Primeiras revistas e a Era de Platina

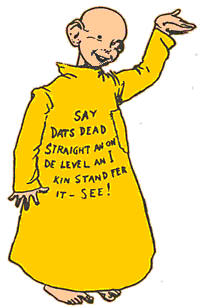
The Yellow Kid

O desenvolvimento dos quadrinhos americanos deu-se por estágios, editores lançaram coletâneas de tiras de quadrinhos produzidas desde 1833 em livros de capa dura. The Adventures of Obadiah Oldbuck (Histoire de M. Vieux Bois no original) de Rodolphe Töpffer, que apareceu em Nova Iorque em 1842, é o primeiro exemplo de publicação do gênero em inglês.
O sucesso da revista satírica britânica Punch, lançada em 1841, deu origem as americanas Puck, Judge, and Life.
Em 1892 surge a tira The Little Bears and Tigers de James Swinnerton.
A Companhia G. W. Dillingham publicou o primeiro "proto-comic-book" conhecido no Estados Unidos, The Yellow Kid in McFadden's Flats, em 1897. O material não era inédito – apareceu em tiras de 18 de outubro de 1896 a 10 de janeiro de 1897 numa sequência chamada de "McFadden's Row of Flats" – do cartunista Richard Felton Outcault da tira Hogan's Alley. O protagonista é um personagem chamado Yellow Kid ou "Menino Amarelo". Com 196 páginas em quadrinhos e publicação em preto e branco e um texto introdutório de E. W. Townsend. O neologismo em inglês "comic book" apareceu na segunda capa. Durante muito tempo, o termo funnies era usado para definir tiras de jornal, já que as primeiras tiras eram de humor.
Outras publicações se seguiram no país, como a primeira revista em quadrinhos colorida (The Blackberries, de 1901). As revistas começaram a circular mensalmente a partir de 1922.
Desde março de 1897, mais uma vez a mão Hearst, as tiras foram recolhidos, aparecendo pelo menos 70 coleções única entre 1900 e 1909.
No final da década de 1920 surgem as chamadas tiras de aventura dos personagens Tarzan e Buck Rogers, ambos surgidos nas revistas pulp.
Fãs e historiadores chamam esse período  (1897-1937) de Era de Platina

### The FunnieseFunnies on Parade
Em 1929 a Dell Comics (fundada por George T. Delacorte Jr.) publicou The Funnies  ("Os divertidos"), descrita na Biblioteca do Congresso como um pequeno suplemento de jornal no formato tablóide. (Não confundir com a revista em quadrinhos do mesmo nome lançada pela Dell em 1936). The Funnies gerou 36 publicações, lançadas aos sábados até 16 de outubro de 1930.
Em 1933, o vendedor Maxwell Gaines, o gerente de vendas Harry I. Wildenberg e o proprietário George Janosik da companhia Eastern Color Printing de Waterbury (Connecticut) – que dentre outras coisas haviam publicado sessões de tiras em quadrinhos dominicais – lançaram Funnies on Parade ("Desfile dos divertidos") como uma forma de manter as publicações em alta. Como The Funnies mas com apenas oito páginas  numa revista inédita. Apesar do material original, contudo, foram republicados em cores sob a licença da McNaught Syndicate e do McClure Syndicate. As tiras incluiam os populares trabalhos dos cartunistas Al Smith (Mutt e Jeff), Ham Fisher (Joe Palooka) e Percy Crosby (Skippy). Não eram vendidas em bancas mas como promoções dos consumidores que colecionavam cupons nos produtos da Procter & Gamble. Foram impressas dez mil cópias. A promoção foi um sucesso e a Eastern Color produziu similares para a industria de bebidas Canada Dry, Kinney Shoes (sapatos), Wheatena (cereais) e outros, chegando a casa de 100 000 a 250 000 exemplares.

### Famous FunnieseNew Fun

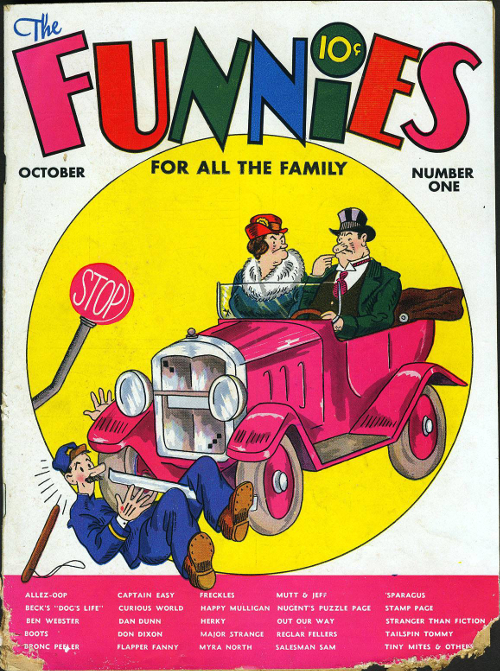
The Funnies #1, Dell Comics, outubro de 1936

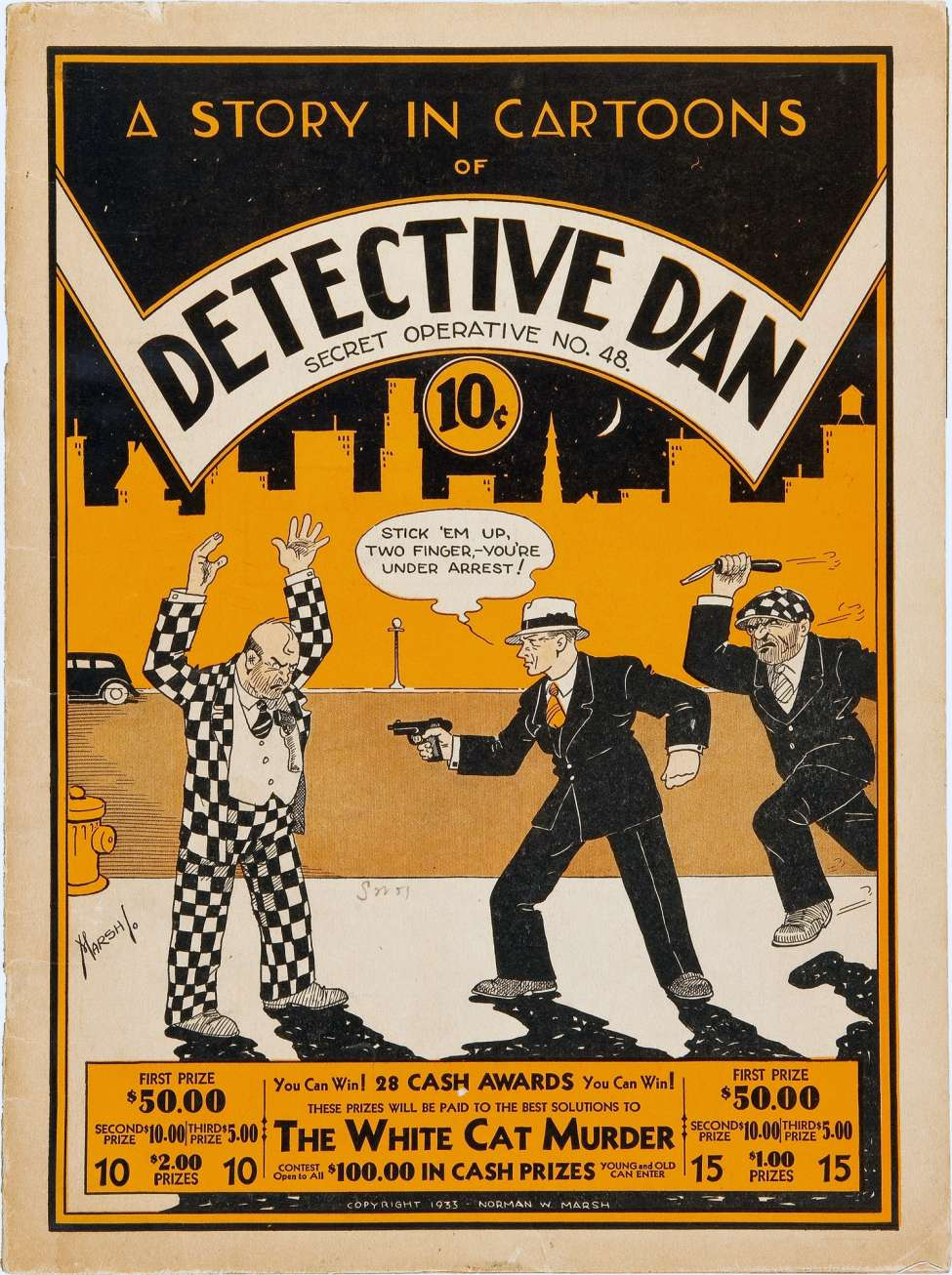
Capa de Detective Dan Secret Operative 48, 1933.

Em 1933, Gaines e Wildenberg cooperaram com a Dell na publicação das 36 páginas de Famous Funnies: A Carnival of Comics, que os historiadores elegem como a primeira verdadeiramente revista em quadrinhos americana; o historiado Ron Goulart, por exemplo, declara que essa foi um marco do lucrativo segmento da publicação de revistas. Porém, não se sabe se a revista era vendida ou distribuída gratuitamente pois não havia preço na capa. A Humor Publications lança as revistas The Adventures of Detective Ace King, Bob Scully, The Two-Fisted Hick e Detective Dan, Secret Operative No. 48, trazendo os primeiro heróis de aventura criados exclusivamente para revistas em quadrinhos, as três duraram apenas uma edição, contudo, apenas Dan Dunn (nitidamente parecido com Dick Tracy), criado por Norman Marsh para Detective Dan, Secret Operative No. 48, tendo continuações em tiras de jornal, distribuídas pela Publishers Syndicate. Em 1942, após discutir com o Publishers Syndicate e ir para a Marinha, Marsh foi substituído por Allen Saunders (roteiro) e Paul Pinson (desenhos), logo em seguida, Pinson foi substituído por Alfred Andriola, no ano seguinte, a série é cancelada e substituída por outra sobre detetives, Kerry Drake, produzida por Saunders e Andriola.
A Eastern Color começou a publicar Famous Funnies #1 (data da capa, julho de 1934), 68 páginas vendidas por 10 centavos, depois do fim da cooperação anterior com a Dell. Vendida em bancas de jornais e, mesmo no período da "Depressão", a revista foi um sucesso e garantiu lucros para a  Eastern Color. Famous Funnies teve 218 edições, inspirou imitadores e deu início a uma nova forma de mídia impressa em massa.
Com a diminuição na produção de tiras, as revistas em quadrinhos começaram a trazer material original, desenhados no mesmo formato. Era inevitável que uma revista com material totalmente inédito não tardasse a aparecer. Malcolm Wheeler-Nicholson fundou a National Allied Publications – o embrião da DC Comics – e lançou New Fun Comics #1 (fevereiro de 1935). Lançado como tablóide, 36 páginas. Era uma antologia que misturava humor (os animais de "Pelion and Ossa" e o ambiente universitário de "Jigger and Ginger") com as histórias dramatizadas (como o faroeste "Jack Woods" e o "inimigo amarelo" nas aventuras de "Barry O'Neill", com um vilão no estilo de Fu Manchu chamado Fang Gow). A revista #6 (outubro de 1935) trouxe a estreia dos artistas Jerry Siegel e Joe Shuster, futuros criadores do Superman, que começaram a carreira com o mosqueteiro "Henri Duval" e, sob o pseudônimo de "Leger and Reuths", o lutador sobrenatural contra o crime chamado Doutor Oculto.

### Super-heróis e Era de Ouro

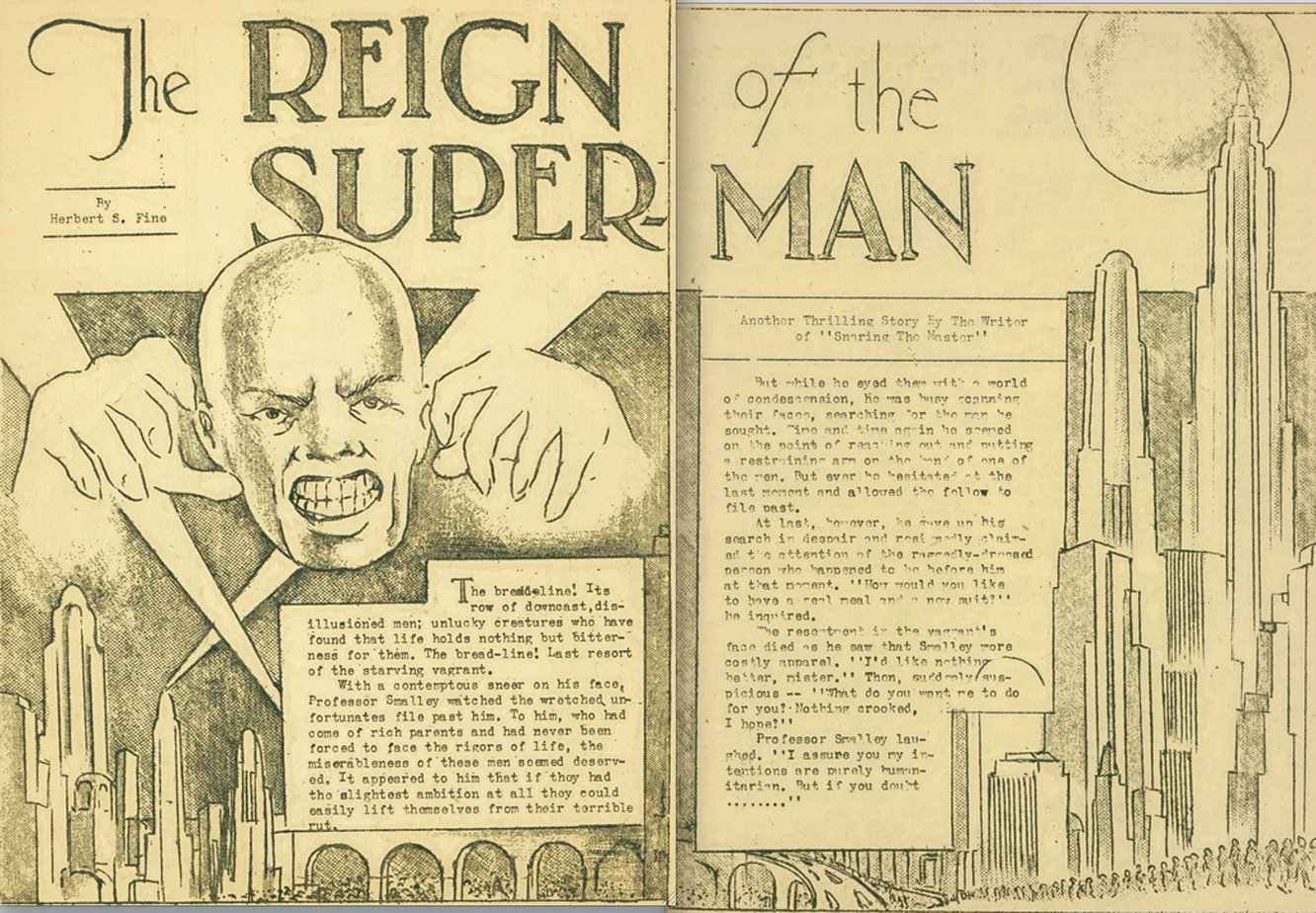
Página do fanzine "Science Fiction: The Advance Guard of Future Civilization", trazendo o conto ilustrado The Reign of the Superman de Jerry Siegel e Joe Shuster, 1933

Em 1938, após Wheeler-Nicholson ser afastado dos negócios por seu sócio Harry Donenfeld, o editor Vin Sullivan, da National Allied, escolheu uma criação de Jerry Siegel e Joe Shuster para estampar a capa da revista Action Comics #1 (junho de 1938). Embora fosse uma história secundária na edição, a figura do herói alienígena disfarçado, o Superman, chamou a atenção. Vestindo roupas coloridas e uma capa inspirada nos artistas de circo, o personagem tornou-se o arquétipo dos super-heróis que viriam depois. A primeira versão do Superman, no entanto, surgiu em 1933 como um vilão careca na terceira edição do fanzine Science Fiction: The Advance Guard of Future Civilization, em um conto ilustrado chamado The Reign of the Superman.
A revista Action Comics se tornaria um fenômeno editorial, sendo a segunda com maior número de edições da história dos quadrinhos norte-americanos, ficando atrás apenas de Four Color da Dell Comics, que publicou cerca de 860 edições. O sucesso de Superman impulsionou os editores da National Comics Publications (futura DC Comics) a buscar mais super-heróis. Assim, em 1939, Bob Kane e Bill Finger criaram o Batman, que estreou em Detective Comics #27 (maio de 1939).

O período entre o final da década de 1930 e o fim dos anos 1940 é conhecido pelos estudiosos como a Era de Ouro dos quadrinhos. As tiragens eram gigantescas: Action Comics e Captain Marvel vendiam mais de meio milhão de cópias mensais. Durante a Segunda Guerra Mundial, os quadrinhos se tornaram uma forma de entretenimento acessível e extremamente popular, especialmente entre os soldados. Estima-se que mais de 90% dos jovens entre sete e dezessete anos liam quadrinhos no início dos anos 1940.

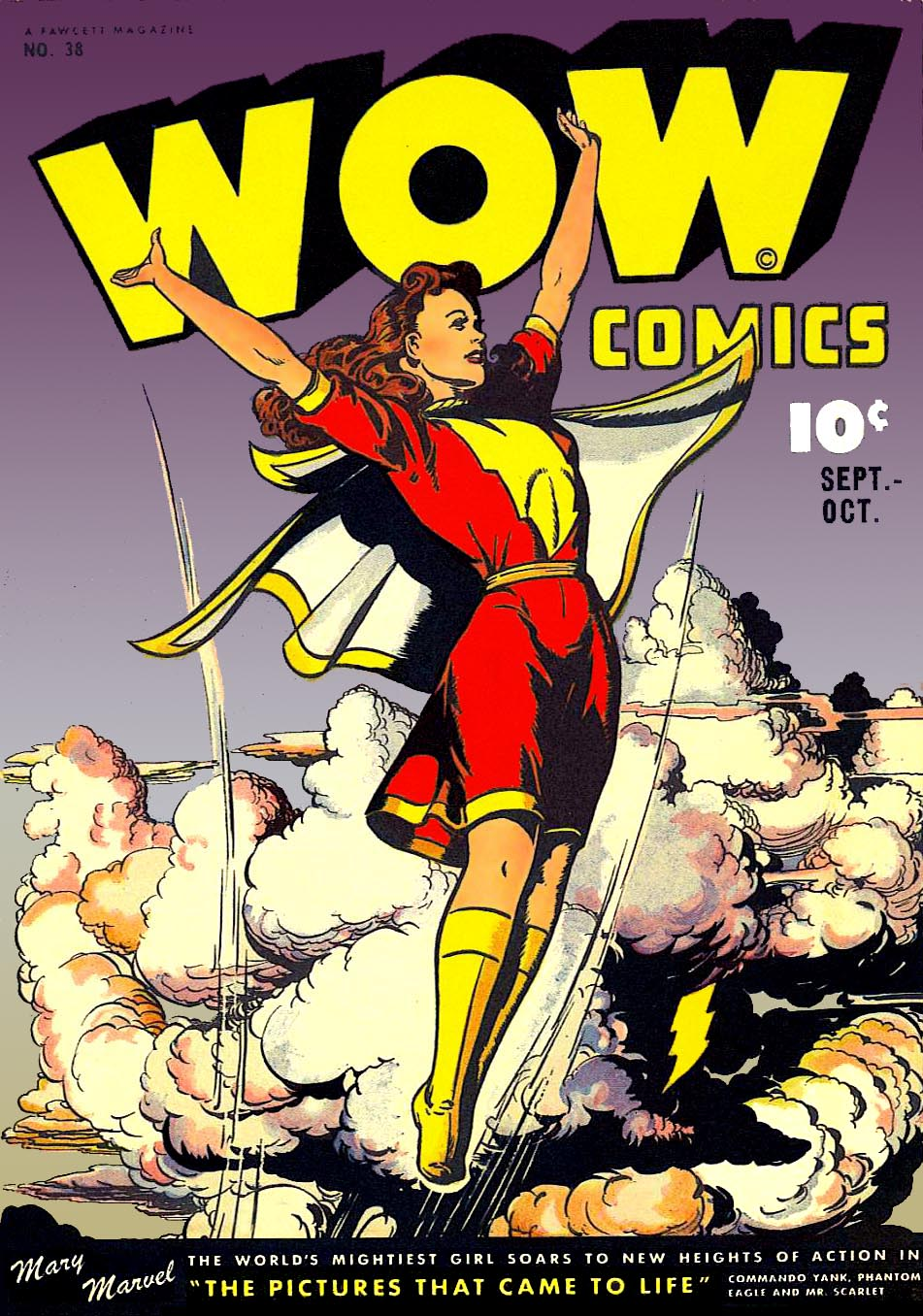
Mary Marvel na capa da revista Wow comics #38, uma das populares personagens da Família Marvel.

Em 1941, surgiu a primeira grande super-heroína: a Mulher-Maravilha, criada por William Moulton Marston e H. G. Peter. Ela estreou em All Star Comics #8 (dezembro de 1941) e ganhou uma revista própria em 1942, Sensation Comics. No mesmo período, a editora MLJ lançou Pep Comics, que começou como uma antologia de super-heróis e aventura, mas ganhou notoriedade ao introduzir o personagem Archie em 1942. O sucesso foi tanto que a editora mudou seu nome para Archie Comics.
Com o fim da Segunda Guerra Mundial, os super-heróis perderam popularidade rapidamente. Por volta de 1945, as editoras passaram a substituí-los por histórias de humor adolescente, como as de Archie, por fábulas com animais antropomórficos, ficção científica, faroeste, romances e paródias. A Timely Comics (futura Marvel) cancelou suas principais revistas de super-heróis por volta de 1950, encerrando títulos como Captain America, The Human Torch e Sub-Mariner. Apenas Superman, Batman e Mulher-Maravilha seguiram em publicação, mas a DC cancelou as séries do Flash e do Lanterna Verde, transformou All-American Comics e All Star Comics em títulos de faroeste e Star Spangled Comics em uma revista de guerra. 
Alguns personagens já consagrados, como Superman, Batman e Mulher-Maravilha, continuaram a vender bem, A editora também lançou revistas de ficção científica, como Strange Adventures e Mystery in Space. A Timely Comics, de Martin Goodman (também conhecida como Atlas), cancelou suas três séries de super-heróis que antes vendiam muito: Capitão América (criado por Joe Simon e Jack Kirby), Tocha Humana e Namor, o Submarino. Eles reviveram brevemente esses personagens em 1954, mas logo os cancelaram novamente para focar em terror, ficção científica, humor adolescente, romance e faroeste.

Nos anos 1950, os quadrinhos ainda tinham grandes vendas. A revista Walt Disney's Comics and Stories atingiu a marca impressionante de três milhões de exemplares mensais em 1953. A Dell Comics, com dezenas de títulos voltados ao público infantil e familiar, dominava o mercado, representando cerca de um terço das vendas de quadrinhos na América do Norte. Seus títulos com personagens animais vendiam cerca de um milhão de cópias por edição. Nesse momento, antigas gigantes como Fawcett e Fiction House já haviam encerrado suas atividades.

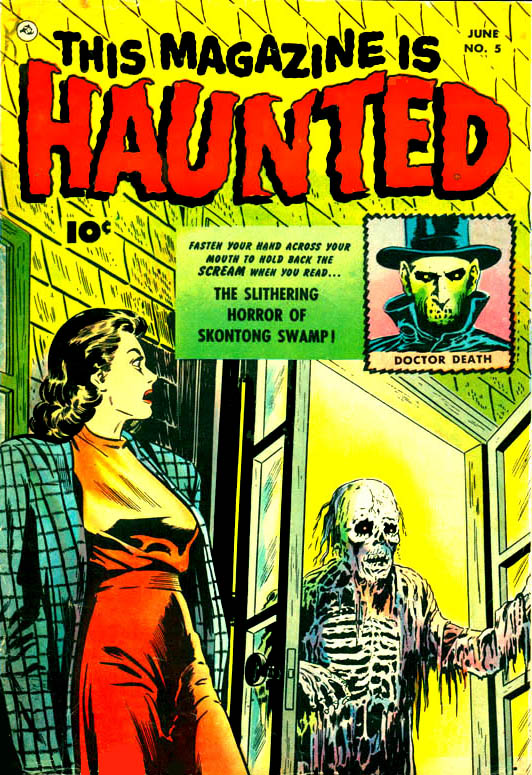
As histórias de terror foram muito criticadas na Era de Ouro.

Entre o final dos anos 1940 e o início dos anos 1950, os quadrinhos de terror e crime floresceram nos Estados Unidos, especialmente por conta de seu conteúdo violento, macabro e, muitas vezes, transgressor. Esse período, marcado pela ousadia temática e estética das publicações, é denominado por alguns pesquisadores como interregno ou Era atômica.
Nesse contexto, destacam-se os quadrinhos da EC Comics (Educational Comics, mais tarde Entertaining Comics), que se voltavam ao público adulto e alcançavam uma tiragem mensal de aproximadamente 400 mil exemplares. A editora, originalmente fundada por Max Gaines e posteriormente comandada por seu filho Bill Gaines, tornou-se um enorme sucesso comercial, reconhecida por sua arte inovadora e roteiros impactantes. Foi na EC que muitos artistas renomados iniciaram suas carreiras, como Al Feldstein, Wallace Wood, Reed Crandall, Jack Davis e Will Elder.

Apesar da qualidade artística e do sucesso comercial, a EC e outras editoras do gênero passaram a ser alvo de severas críticas. O psiquiatra Fredric Wertham liderou uma cruzada moralista contra os quadrinhos, acusando-os de promover valores negativos. Em seu livro Seduction of the Innocent (1954), Wertham afirmou que havia nas HQs elementos de perversão sádica, homossexualidade e incentivo à delinquência. Suas ideias ganharam força junto à opinião pública, culminando em uma série de audiências no Senado dos Estados Unidos, entre abril e junho de 1954.

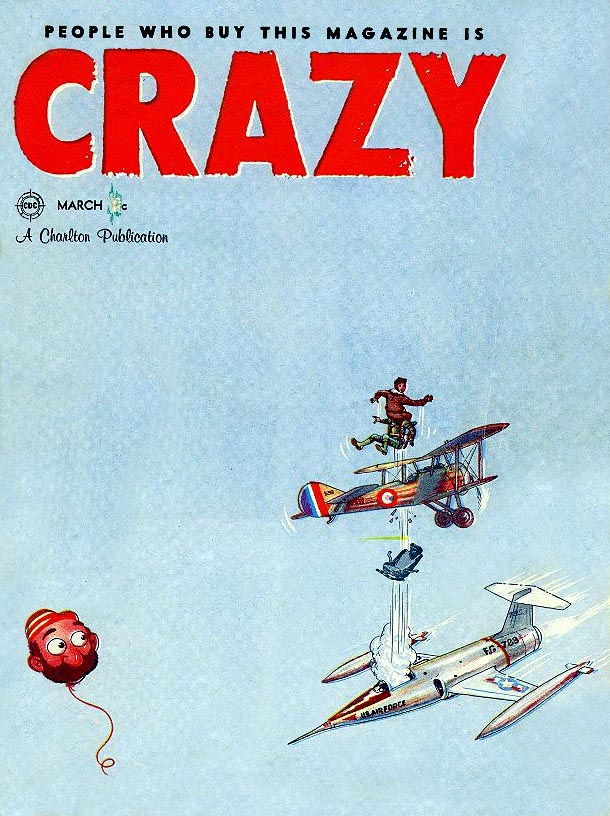
This Magazine is Crazy, Charton Comics, vol. 4, número 8, uma revista inspirada no formato da revista Mad.

Como resultado desse movimento, escolas e grupos de pais passaram a queimar revistas em protesto, enquanto leis municipais proibiam a venda de determinados quadrinhos. A pressão social e política fez com que a indústria de quadrinhos entrasse em colapso: as vendas caíram drasticamente, e muitas editoras de menor porte foram encerradas.
Para tentar reverter a crise e preservar o mercado, as principais editoras da época, como a National (futura DC Comics) e a Archie Comics, criaram o Comics Code Authority (CCA) em 1954, um código de autorregulamentação que impunha restrições severas ao conteúdo das HQs. A partir de então, as revistas em quadrinhos passaram a exibir um selo na capa, atestando sua conformidade com as diretrizes do código.

Em contrapartida, os quadrinhos de horror da EC Comics, voltados ao público adulto, tinham uma tiragem mensal de cerca de 400 mil exemplares. No entanto, a popularidade dos quadrinhos começou a declinar após 1952.  Criada após audiências no Senado sobre delinquência juvenil, a CCA impôs uma rígida censura que afetou duramente as editoras menores. A EC, por exemplo, foi obrigada a abandonar suas revistas de crime e horror e acabou se retirando do mercado de quadrinhos, publicando apenas revista Mad exclusivamente em um um formato maior também chamado de formato magazine 21,5 x 28 cm (formato usado na Revista Veja) e que não era associado com quadrinhos.
O número de lançamentos anuais caiu drasticamente: de mais de 3.000 edições em 1952 para cerca de 1.500 em 1960. Os gêneros dominantes do pós-CCA passaram a ser histórias de animais engraçados, humor, romances, adaptações de programas de TV e faroestes. Já as aventuras, super-heróis e reimpressões de tiras de jornal entraram em declínio. A famosa revista Famous Funnies, considerada a primeira revista no formato comic book dos Estados Unidos, encerrou suas publicações em 1955, simbolizando o fim de uma era.

### Era de Prata dos Quadrinhos

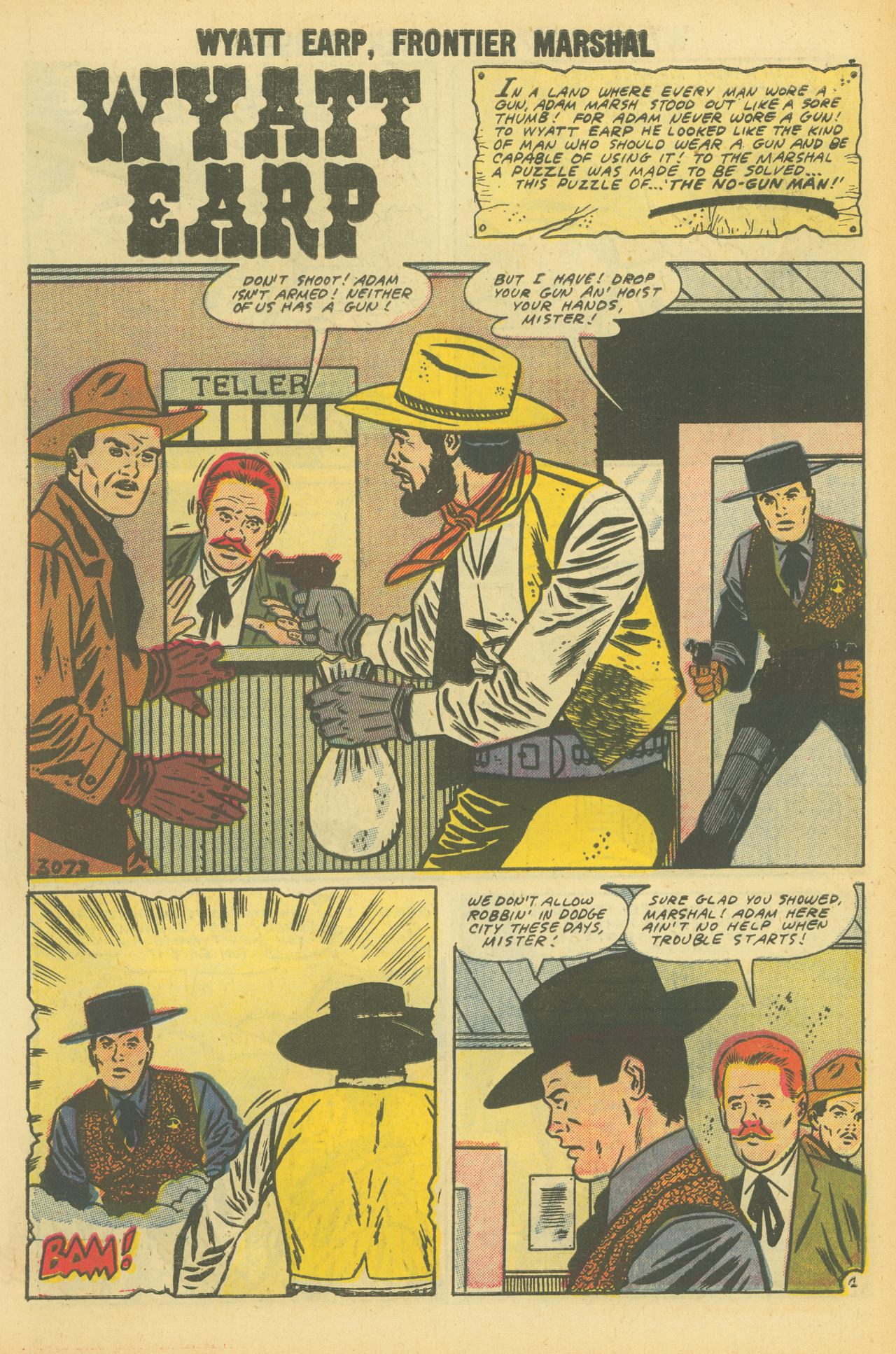
Página de Frontier Marshall #20, Charlton Comics, arte de Pete Morisi, março de 1958

A Era de Prata dos Quadrinhos representou o período em que os super-heróis retornaram e dominaram as publicações de duas das maiores editoras dos quadrinhos americanas, a Marvel e a DC. Em meados dos anos de 1950, seguindo a popularidade da série de TV The Adventures of Superman, os editores experimentaram o gênero dos super-heróis uma vez mais. A revista Showcase #4 (National, 1956) reintroduziu o super-herói The Flash reformatado e começou uma segunda onda de popularidade do gênero que ficaria conhecida como Era de Prata. A National expandiu a linha de super-heróis durante os seis anos seguintes, introduzindo novas versões do Lanterna Verde, Elektron, Gavião Negro e outros.
Em 1961 o editor/escritor Stan Lee e o artista e co-roteirista Jack Kirby criaram o Quarteto Fantástico para a Marvel Comics. Essa revista iniciou uma onda naturalista na literatura dos super-heróis que foram humanizados, sentido medo e enfrentado demônios interiores, que tinham dificuldades tais como falta de dinheiro. Ilustrada pela arte dinâmica de Kirby, Steve Ditko, Don Heck e outros que completaram a prosa colorida de Lee, o novo estilo criou uma revolução que tornou fãs além das crianças os estudantes universitários. A Marvel esteve restrita a poucos títulos que eram distribuídos pela rival National, uma situação que continuaria por toda a década de 1960.
Outras editoras seguiram a nova vertente como a American Comics Group (ACG), a pequena Charlton, lar inicial de muitos profissionais conhecidos como Dick Giordano; Dell; Gold Key (selo da Western Publishing); Harvey Comics (famosa pelos personagens da turma do Gasparzinho) e Tower.

### QuadrinhosUnderground
No final dos anos de 1960 e início dos anos de 1970 houve a popularização dos chamados quadrinhos underground. Lançado em publicações independentes e fora do circuito das grandes editoras, era um reflexo da contracultura da época. Os personagens eram desajustados, irreverentes, como tinham sido nos primeiros quadrinhos. Um marco foi a publicação de Robert Crumb chamada Zap Comix #1 em 1968, que teve como antecedentes os quadrinhos pornográficos apelidados de "Tijuana bibles", datados dos anos de 1920 e as The Adventures of Jesus, de Frank Stack, publicada em 1962.
Apesar de muitos dos artistas continuarem com seu trabalho, o underground como movimento quadrinístico teria terminado no final dos anos de 1980, sendo substituído por quadrinhos alternativos e os orientados para o público adulto.

### Era de Bronze dos Quadrinhos
A revista Wizard usou a expressão Era de Bronze em 1995 para identificar a Era do Horror Contemporâneo. Já historiadores e fãs chamam de Era de Bronze para descrever o período dos quadrinhos americanos no qual houve mudanças significativas a partir dos anos de 1970. Ao contrário da transição Era de Ouro/Era de Prata, a Era de Bronze apareceu sem que as revistas tivessem interrompida a continuidade; contudo, nenhuma revista entrou na Era de Bronze ao mesmo tempo.
Mudanças que são costumeiramente citadas como marcos da transição entre a Era de Prata e a Era de Bronze são:
- Retirada de criadores populares, como a aposentadoria de Mort Weisinger,[35] editor das histórias do Superman, e a mudança de Jack Kirby para a DC.[36]
- Uma explosão de heróis sem poderes ou anti-heróis como Conan,[37] The Tomb of Dracula,[38]Kamandi, Monstro do Pântano,[39] Homem-Coisa[40] e Motoqueiro Fantasma.[41]
- Quadrinhos que introduziram temáticas sociais como o abuso das drogas em Homem-Aranha e Lanterna Verde eArqueiro Verde.[42]
- A atualização do Comics Code Authority em 1971 — após o desafio de Stan Lee ao código com a publicação de envolvendo o uso de drogas.[43]
- Reconfiguração de muitos personagens populares, como um "obscuro" Batman que se aproximaria da concepção original dos anos de 1930,[44] várias mudanças em Superman tais como o desaparecimento da  Kryptonita e a perda temporária dos poderes da Mulher Maravilha.[45]
- A morte de personagens importantes como a namorada do Homem-Aranha (Gwen Stacy),[46] a Patrulha do Destino e vários membros da Legião dos Super-Heróis.

### A Era Moderna ou Era de Ferro
O desenvolvimento de um novo sistema de distribuição nos anos de 1970 e as livrarias especializadas e frequentada por colecionadores coincidiu com o aparecimento de revistas com histórias especiais. Os quadrinhos em continuidade tiveram um aumento de complexidade, exigindo que os leitores gastassem em mais revistas para chegarem ao final da história. O preço das revistas subiu bastante, havendo inclusive falta de papel nos Estados Unidos.
Em meados dos anos de 1980, duas minisséries publicadas pela DC Comics, Batman: The Dark Knight Returns e Watchmen, causaram um profundo impacto na industria de quadrinhos americana. A popularidade e as atenções da mídia principal que angariaram, combinadas com as mudanças sociais, provocaram uma alteração de temas que se tornaram mais maduros e obscuros. A crescente popularidade dos anti-heróis como Justiceiro e Wolverine foram de encontro ao que se produzia de forma independente, como os quadrinhos niilistas e obscuros da First Comics, Dark Horse Comics (fundadas nos anos de 1990) e Image Comics. A DC seguiu a onda com a publicação de "A Death in the Family", a história em que o Coringa assassina brutalmente Robin. A Marvel conseguiu se manter com os vários títulos dos X-Men, com histórias que abordavam genocídio dos mutantes e alegorias sobre religião e perseguição étnica.
Graças ao sucesso dos animes (desenhos animados japoneses), os mangás começaram a se espalhar no país, passando a serem imitados por autores locais e dando origem a movimentos como o Amerimanga.
Nos anos de 2000, a onda já tinha se exaurido e apesar da Marvel e DC ainda lançarem as histórias especiais, as revistas deixaram de ser consumidas em massa como nas décadas passadas.
Apesar das publicações terem decaído, o licenciamento dos personagens para novos mercados como os dos jogos eletrônicos e os filmes de cinema perpetuaram a imagem dos mesmos no público em geral. Continuaram as histórias especiais promovidas como grandes eventos, como a do casamento do Homem-Aranha (com Mary Jane), a morte do Superman e a morte do Capitão América, com ampla cobertura da imprensa.

## Reconhecimento de artistas
Algumas histórias em quadrinhos foram reconhecidas e os autores ganharam cobiçados prêmios. Art Spiegelman que escreveu Maus venceu o Prêmio Pulitzer e as revistas de Neil Gaiman, The Sandman venceu o World Fantasy Award como "Melhor Conto". Apesar de não ser uma revista em quadrinhos propriamente dita, a revista de Michael Chabon com temas sobre quadrinhos chamada The Amazing Adventures of Kavalier & Clay venceu em 2001 o Prêmio Pulitzer de ficção. A minissérie de quadrinhos Watchmen foi a única história em quadrinhos a entrar na lista da revista Time dos 100 melhores livros escritos desde 1923.	
O interesse popular pelos super-heróis aumentou com os sucessos de bilheteria do cinema com filmes como X-Men (2000) e Homem-Aranha (2002). As adaptações de quadrinhos de não-super-heóis como Ghost World, A History of Violence, Road to Perdition e American Splendor, também foram produzidas.

## Produção
As revistas em quadrinhos americanas geralmente são produtos de um trabalho cooperativo. Um escritor/roteirista escreve a história e o desenhista dá o tratamento visual dos personagens e ambientes. Alguns artistas colaboram com o roteiro e muitos fazem esboços ou rafes, cabendo ao arte-finalista revisar a arte e dar o seu aspecto finalístico.
Atualmente, os desenhistas preferem criar meticulosamente cada página, indicando ao arte-finalista as suas preferências.
Há o colorista responsável pela complementação dos desenhos que geralmente são arte-finalizados em preto e branco. Finalmente, o letrista insere os textos e diálogos e contribui com o impacto das cenas, escolhendo fontes e formatos dos balões.